# Mindfields
Mindfields är det tionde studioalbumet med Toto. Detta album är sångaren Bobby Kimball med för första gången på 15 år. Han hoppade av 1982 efter albumet Toto IV 1982 hade släppts och efter den turnén.

## Låtlista
1. "Cruel" (Jed Leiber/Simon Phillips/Bobby Kimball/Steve Lukather)
2. "Caught in the balance" (Steve Lukather/David Paich/Simon Phillips/Mike Porcaro/Stan Lynch/Bobby Kimball)
3. "After You've gone" (Steve Lukather/Phil Soussan)
4. "Mysterious ways" (Mark Hudson/Steve Lukather/David Paich/Dean Grakal)
5. "Last Love (Steve Lukather/David Paich)
6. "Mindfields" (Bobby Kimball/Steve Lukather/David Paich/Simon Phillips/Mike Porcaro)
7. "Selfish" (Steve Lukather/Stan Lynch/David Paich)
8. "No Love" (David Paich/Steve Lukather/Randy Goodrum)
9. "High Price of hate" (Steve Lukather/Stan Lynch/David Paich/Simon Phillips/Mike Porcaro)
10. "Mad about you" (David Paich/Joseph Williams)
11. "Melanie" (Steve Lukather/David Paich/Randy Goodrum)
12. "One road" (Steve Lukather/David Paich/Randy Goodrum)
13. "Better world" (Steve Lukather/David Paich/Simon Phillips)
14. "Spanish steps of Rome" (Steve Lukather/David Paich) lead vocal: David Paich.

låt 14 Bara utsläppt i USA och Japan

## Medverkande
- Bobby Kimball – sång
- Steve Lukather – sång, gitarr
- David Paich – keyboards, (sång 14)
- Mike Porcaro – basgitarr
- Simon Phillips – trummor, slagverk